# Bill Walsh (calciatore)
Bill Walsh, all'anagrafe William Walsh (Horden, 4 dicembre 1923 – Gold Coast, 28 luglio 2014) è stato un calciatore inglese, di ruolo centrocampista.

## Carriera
Dopo aver giocato a livello amatoriale con l'Horden Colliery Welfare esordisce tra i professionisti nel 1946, all'età di 23 anni, alla ripresa dei campionati dopo l'interruzione dovuta alla seconda guerra mondiale: in particolare fa il suo esordio con il Sunderland, club della prima divisione inglese, con cui gioca per complessive sette stagioni (dal 1946 al 1953) totalizzandovi complessivamente 98 presenze ed una rete in incontri di campionato. Successivamente gioca per altre due stagioni da professionista, entrambe in terza divisione, rispettivamente con le maglie di Northampton Town (19 presenze) e Darlington (28 presenze e 4 reti), per poi emigrare in Australia, dove rimane per il resto della vita, giocando tra l'altro per un periodo anche con il Sydney Hakoah, club della prima divisione locale.
In carriera ha totalizzato complessivamente 145 presenze e 5 reti nei campionati della Football League.